# Michael Brown (Jurist)

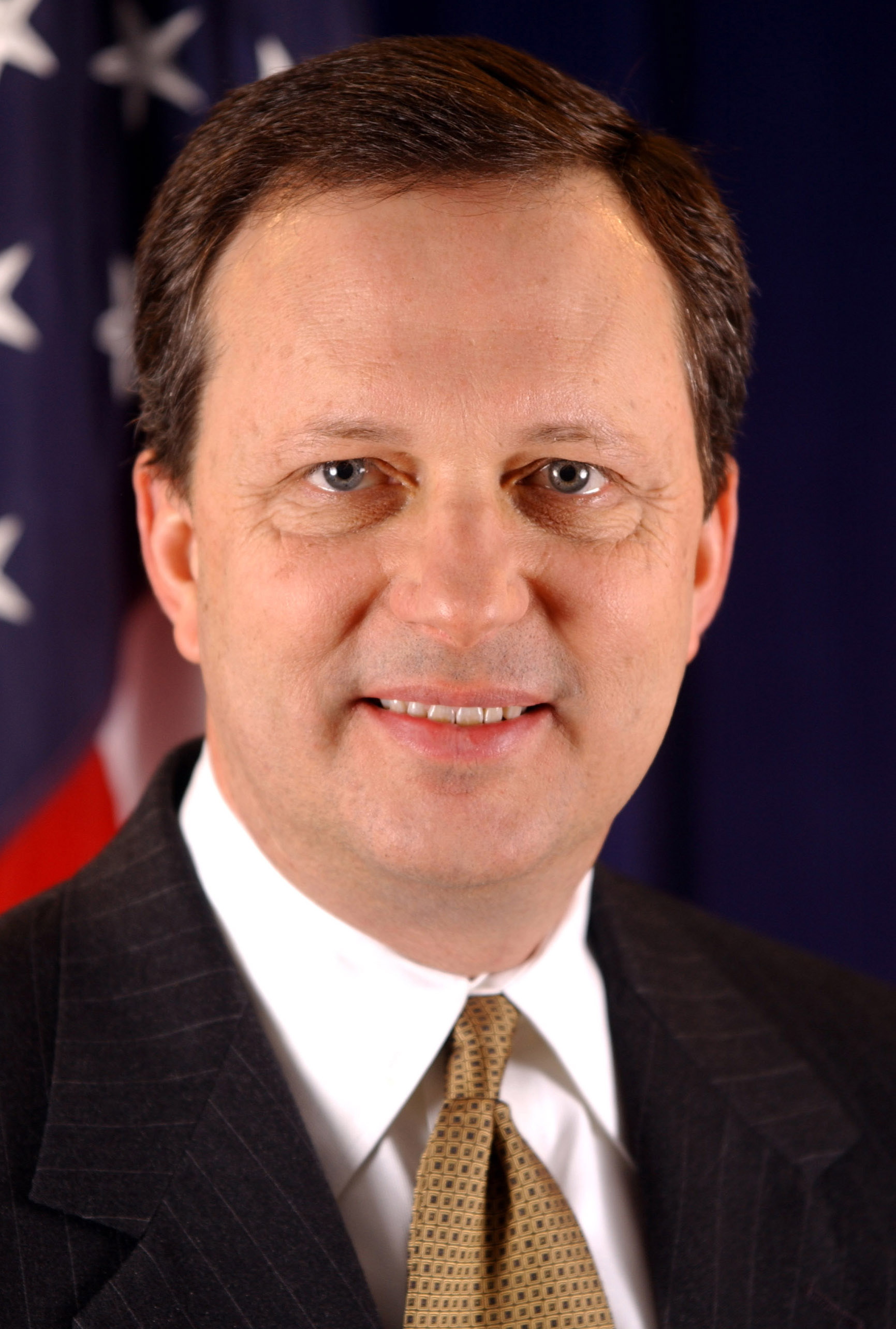
Michael Brown (2003)

Michael DeWayne Brown (* 8. November 1954 in Guymon, Texas County, Oklahoma) ist ein US-amerikanischer Jurist und ehemaliger Regierungsbeamter. Er war bis zu seinem Rücktritt am 12. September 2005 Direktor der Katastrophenschutzbehörde Federal Emergency Management Agency (FEMA).

## Werdegang
Vor seiner Ernennung durch Präsident George W. Bush war er beim Pferdezuchtverband International Arabian Horse Association tätig. Seine vom Weißen Haus veröffentlichte Biografie gab an, Brown habe für die Stadt Edmond gearbeitet und dort die Aufsicht über die Rettungsdienste geführt habe; ein Sprecher der Stadt erklärte, dass es sich eher um ein Praktikum gehandelt habe – Brown also kein Manager war, dem andere Mitarbeitende unterstellt waren. Brown sowie seine beiden Stellvertreter waren während der Präsidentschaftswahl des Jahres 2000 für Bush als Kampagnenleiter tätig. Gemäß der Washington Post kamen fünf der acht obersten FEMA-Beamten, darunter Browns beide Stellvertreter, zu ihrem Job, obwohl sie kaum oder keine Erfahrungen im Katastrophenmanagement mitbrachten.
Der Rücktritt Michael Browns geschah nicht ganz unerwartet – weil die FEMA auch die Folgen von terroristischen Anschlägen lindert, wurden Rufe nach seinem Rücktritt laut. Dies geschah nach dem Hurrikan Katrina, wo die Hilfe erst relativ spät anlief, und auch weil die langsamen Reaktionen gezeigt hatten, dass die FEMA wohl oder übel nicht in der Lage sein würde, die Auswirkungen großer terroristischer Angriffe zu meistern.
Brown leitete bereits die operativen Aspekte der Katastrophenhilfe im Gebiet von Louisiana. Der Chef des Ministeriums für Innere Sicherheit, Michael Chertoff, enthob ihn aber nach wenigen Tagen seiner Stelle und er wurde zurück an den FEMA-Hauptsitz nach Washington, D.C. beordert. Sein Nachfolger in der Operationsleitung wurde Thad W. Allen, Vizeadmiral der Küstenwache.
Er lebt mit seiner Tochter Bianca Brown in Beverly Hills.

## Kontroversen als FEMA-Direktor

### Hurrikan Frances
Im Jahr 2004 zahlte die FEMA 30 Millionen $ an Einwohner der Stadt Miami (Florida) aus einem Katastrophenhilfefonds – Miami war eine Stadt, welche nicht vom Hurrikan Frances betroffen war. Brown gab zu, dass seine Behörde 12 Millionen $ zu viel gezahlt habe, stritt aber schwere Fehler ab und machte eine Computerpanne verantwortlich. Die Redakteure der Zeitung South Florida Sun-Sentinel sahen nach ihren Recherchen Brown in der Verantwortung und forderten seine Entlassung.
Im Januar 2005 forderte der demokratische Kongressabgeordnete Robert Wexler Präsident Bush auf der Basis des Sun-Sentinel-Reports auf, Brown zu feuern. Wexler wiederholte den Aufruf im April an die Adresse von Michael Chertoff mit neuen Vorwürfen, wonach die FEMA für die Schadenserfassung Mitarbeiter beschäftige, die wegen Raubes und Betrugs vorbestraft seien.

### Hurrikan Katrina
Am 29. August 2005 – fünf Stunden, nachdem der Hurrikan auf das Festland gestoßen war – bot Brown erstmals Rettungskräfte auf, welche aber erst nach zwei Tagen Ausbildung eingesetzt werden konnten. Er erklärte, dass Feuerwehren und Rettungsorganisationen außerhalb der betroffenen Gebiete keine Fahrzeuge und Retter ohne eine direkte Aufforderung einer staatlichen oder lokalen Regierung senden sollten, um Koordinationsprobleme zu vermeiden. Beschränkungen bundesstaatlicher Machtbefugnisse seien auch ein Problem gewesen, sagte er.
Am 1. September 2005 erzählte Michael Brown der CNN-Journalistin Paula Zahn in einem Interview, dass er nicht gewusst habe, dass Tausende von Menschen ohne Nahrung und Trinkwasser im Ernest Morial Convention Center in New Orleans ausharrten. TV-Bilder der unsäglichen Bedingungen in dieser Unterkunft wurden aber schon mindestens einen Tag vor diesem Interview gezeigt. Brown kritisierte auch die in New Orleans verbliebenen Bürger für deren "Weigerung", die Stadt zu verlassen. Viele Menschen der ärmlichen, vor allem schwarzen Bevölkerungsgruppe von New Orleans konnten mangels Auto oder Geld gar nicht flüchten.
Am 2. September 2005 erklärte der Bürgermeister von Chicago, Richard M. Daley, dass er Feuerwehrmänner, Polizisten, Ärzte und Gesundheitsmitarbeiter ins Katastrophengebiet senden könne; doch bei ihm wurde nur lediglich angefragt, einen Tanklastwagen bereitzustellen.
Weitere Kritik kam im November 2005 auf, als Browns E-Mail-Korrespondenz bekannt wurde. Daraus ging hervor, dass er sich während der Katastrophe weniger der Koordinierung des Katastrophenschutzes widmete, sondern beispielsweise der Abstimmung seiner Krawattenfarben und Anzüge mit seiner Pressesprecherin oder der Suche nach einem geeigneten Hundesitter.
Marty Bahamonde war als einziger FEMA-Mitarbeiter im Superdome von New Orleans, als der Hurrikan über die Stadt zog. Über ein satellitengestütztes Kommunikationsgerät berichtete er in E-Mails über die desaströse Lage in dieser Unterkunft. Bahamonde schilderte die katastrophale Lage und dass er selbst am Boden schlafe. Brown antwortete daraufhin:
"Thanks for the update. Anything specific I need to do or tweak?"
Deutsch: "Danke für diese Info. Soll ich irgendetwas tun oder optimieren?"
Ein anderes Beispiel, in einem E-Mail an seine Pressesprecherin:
"Can I quit now? Can I come home?"

### Diskrepanzen im Lebenslauf
Das TIME Magazine berichtete am 9. September 2005, dass Browns Lebenslauf auf der FEMA-Website falsche Angaben enthalte. Gemäß dem Lebenslauf sei Brown "assistant city manager" gewesen (und kein "intern" – der Unterschied besteht darin, ob er ein schlichter Mitarbeiter ist, oder ob er als Manager Untergebene führt), ein "outstanding political science professor" (es hätte "senior" heißen sollen; d. h. ein Student des dritten Jahreskurses) und dass er als Direktor eines Pflegeheims gearbeitet hätte. FEMA-Beamte haben die Korrektheit der TIME-Vorwürfe in Frage gestellt.